# Monoblastus nigrans
Monoblastus nigrans là một loài tò vò trong họ Ichneumonidae.